# Grüner Graben (Eibenstock)
Der Grüner Graben ist ein etwa acht Kilometer langer Kunstgraben von der Großen Bockau in Wildenthal bis in das ehemalige Bergwerksgebiet Die Grün nördlich von Eibenstock.

## Verlauf

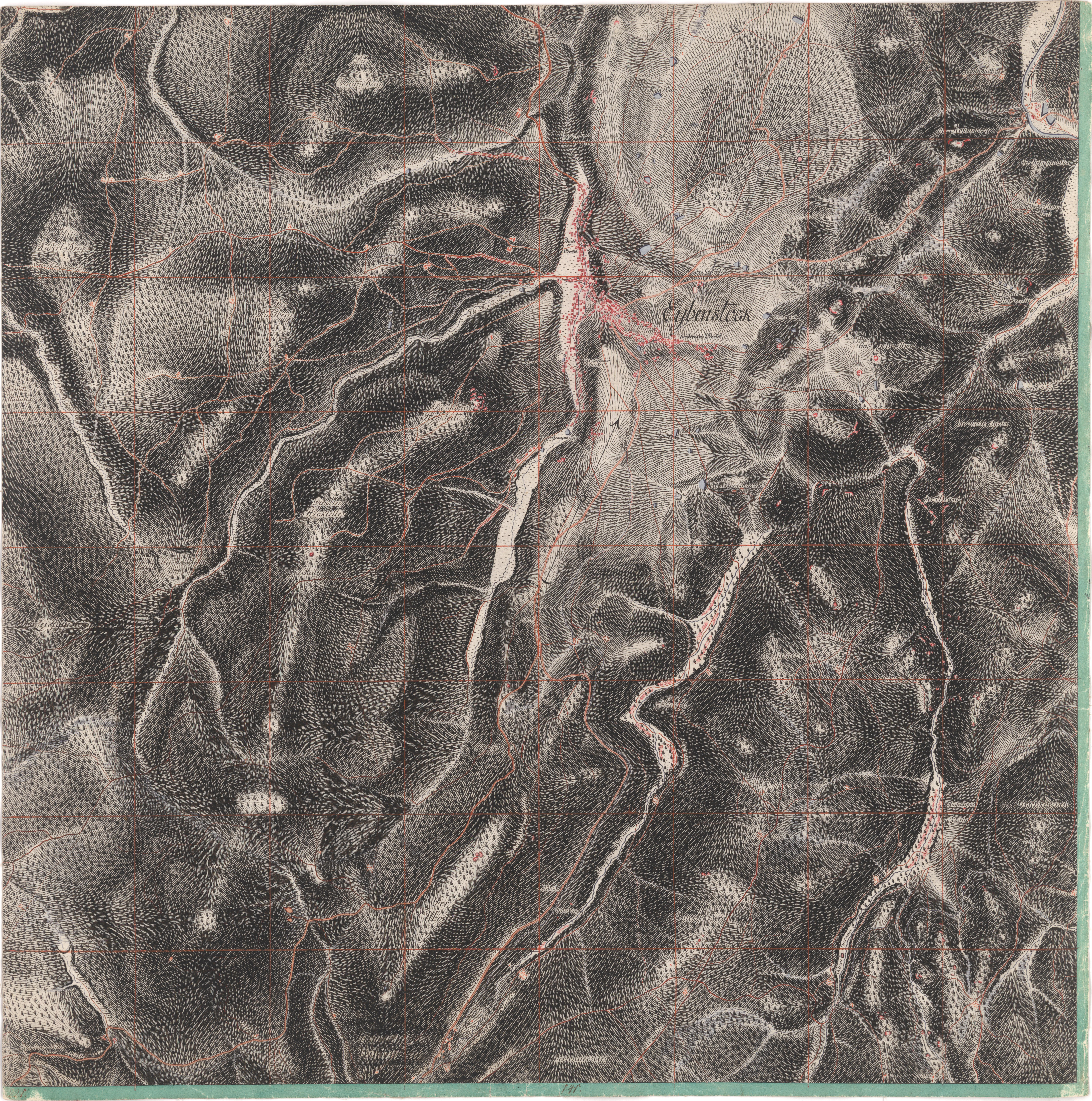
Verlauf von Wildenthal (Bildrand Mitte unten) bis zur Mündung nordöstlich von Eibenstock auf einem Meilenblatt von Sachsen (1791)

Der Graben zweigt unweit des Friedhofes von Wildenthal ab. Später wurde ein weiterer Zulauf im jetzigen Park von Wildenthal geschaffen. Das Stück zwischen dem ursprünglichen Beginn und dem Zulauf im Park ist heutigentags trockengefallen, da das Wehr in der Großen Bockau nicht mehr existiert. Er verläuft neben der S 275 durch die Wälder des Eibenstocker Forstes und durchquert Wiesen und Felder, bis er Eibenstock erreicht. Nordöstlich von Eibenstock erreicht er das namensgebende Bergbaugebiet Die Grün.

## Geschichte
Um die Wende vom 15. zum 16. Jahrhundert weitete sich der Eibenstocker Zinnbergbau beträchtlich aus. Die von den Gewerken an der Grün errichteten Zinnwäschen und -pochwerke litten zu dieser Zeit unter Wassermangel; Wasser war eine wesentliche Voraussetzung für die Zinngewinnung. Um diesem Problem abzuhelfen, verlieh Kurfürst August von Sachsen in einem Rezess vom 1. August 1555 die Genehmigung zum Bau eines Grabens. Unverzüglich nach dieser Verleihung wurde mit dem Bau begonnen. Im Rezess war festgelegt, dass der Graben dritthalb [d.i. 3½] Elle(n) oder fünf Manns Schue (ca. 2 Meter) breit sein soll.
Über Bauzeit, Kosten und beteiligte Arbeitskräfte sowie den Graben selbst sind keine Akten erhalten. Sie waren bereits 1784 nicht mehr vorhanden, wie aus einem Bericht des Bergmeisters Friedrich Gottlob Gläser an den Kurfürsten hervorgeht.
Die Eibenstocker Bürger erkannten recht schnell den Nutzen des Wassers als Antriebskraft für Wassermühlen. Im 18. Jahrhundert bestanden sieben Mahl- und Brettmühlen entlang des Grabens. Seit Privilegserteilung für Michael Gottschald vom 20. August 1653 nutzte das 1611 entstandene Hammerwerk in Wildenthal die Wasserkraft und am 7. November 1781 hat Carl Gottlob Rauh, Hammerwerksbesitzer in Wolfsgrün, den Grüner Graben „mit allen Recht und Gerechtigkeiten erb- und eigentümlich zum Betrieb“ seines Hammerwerkes erhalten. Das Wasser des Grabens diente auch zum Brauen. Es wurde durch Röhren bis zum Brauhaus in Eibenstock geleitet. Hieran hatte der Kurfürst besonderes Interesse, weil dadurch Einnahmen aus der Tranksteuer gesichert wurden.

## Besonderheiten
Das Gefälle war sehr niedrig, der Höhenunterschied beträgt nach etwa 3,5 Kilometern nur rund 15 Meter.
Im Rezess von 1555 war festgelegt, dass jede rechtswidrige Wasserentnahme und auch das Holzflößen untersagt waren. Der Graben blieb kurfürstliches Eigentum, dessen Verwaltung und Beaufsichtigung durch das Bergamt Eibenstock unter Mitwirkung des Amtes Schwarzenberg (als Strafvollzugsbehörde) erfolgte. Wasserentnahmen konnten nur durch kurfürstlichen Rezess in Verbindung mit der Abgabe des Zehnten gestattet werden. Im Laufe der Zeit gab es viele Streitigkeiten und es wurden sogar hartnäckige und langwierige Prozesse um das Wasser des Grabens geführt. Nach häufigen Beschwerden über unerlaubtes „Ausschlagen“ von Wasser wurde ein Grabensteiger eingesetzt. Dieser hatte nach Instruktion aus dem Jahre 1720 den Graben zu begehen, kleinere Schäden, die den Wasserlauf behinderten, sofort zu beheben und unerlaubte „Ausschläge“ zu melden. Diese Instruktion bestand bis in das Jahr 1783.
Am Abend des 17. November 1664 fiel der Waldschütz Gabriel Siegel aus Eibenstock in das Wasser des Grabens und ertrank.

## Gegenwart
Bis Ende der 1970er Jahre diente der Graben als zusätzliche Speisung des Wassernetzes von Eibenstock. Durch den Bau des Wasseranschlusses an die Trinkwassertalsperre Carlsfeld verlor er seine Bedeutung.
Schon seit Jahrzehnten führt entlang des Grabenlaufes ein Wanderweg zwischen Eibenstock und Wildenthal.